# Sarmato
Sarmato (emilián nyelven Särmat) település Olaszországban, Emilia-Romagna régióban, Piacenza megyében. Lakosainak száma 2896 fő (2023. január 1.). Sarmato Borgonovo Val Tidone, Castel San Giovanni, Monticelli Pavese, Pieve Porto Morone és Rottofreno községekkel határos.

## Népesség
A település lakossága az elmúlt években az alábbi módon változott:
| Lakosok száma | 2822 | 2845 | 2896 |
|               | 2017 | 2018 | 2023 |